# Speicherzykluszeit
Die Speicherzykluszeit ist die Zeitspanne vom Beginn eines Zugriffs auf einen Arbeitsspeicher bis zu jenem Zeitpunkt, zu dem der nächste Zugriff beginnen kann. 
Für gängige Halbleiterbauteile ist die Zykluszeit eines Speichers etwa drei- bis viermal so groß wie dessen Zugriffszeit.
Durch Verschränken des Speichers kann man erreichen, dass die Zeit, die ein Modul zu seiner Erholung benötigt, überbrückt wird.

Siehe auch: Kernspeicher #Lesen/Schreiben